# 波多野下野守
波多野 下野守（はたの  しもつけのかみ）は、越中国礪波郡野尻荘（現南砺市旧福野町地域）を本貫とする武士。野尻荘野尻郷の地頭であったが、観応の擾乱において足利直義派の桃井直常に味方したことによって没落した。

## 概要

### 出自

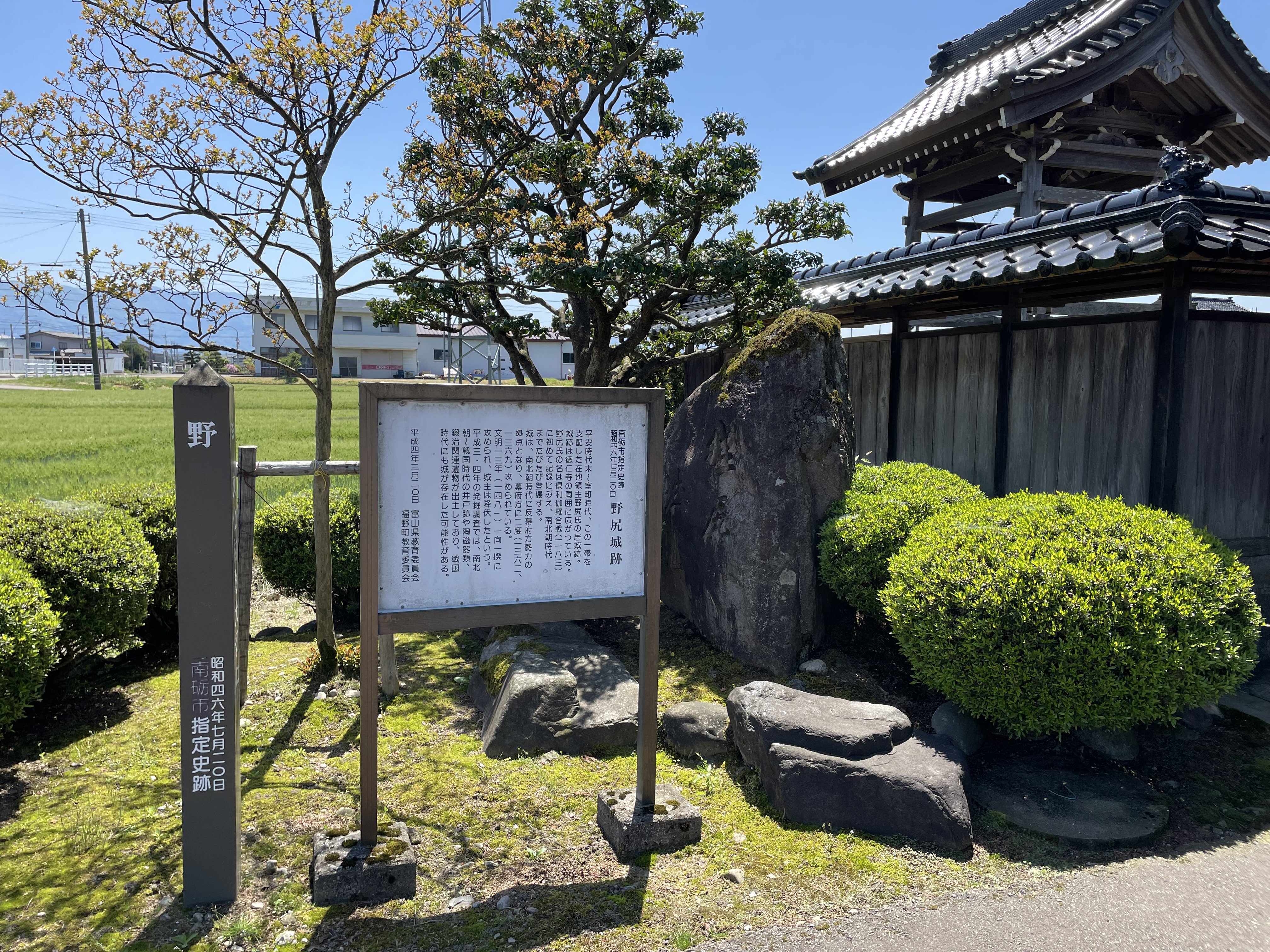
野尻波多野氏が居城とした野尻城跡（現南砺市野尻徳仁寺）。

相模波多野氏は相模国波多野荘（現神奈川県秦野市）を本貫とする武士であったが、承久の乱の戦後処理の一環で波多野時光が礪波郡石黒荘石黒下郷に入った。波多野時光が野尻郷に入った経緯は明らかではないが、鎌倉幕府に反抗的であった石黒一族を牽制するために、小矢部川水運の結節点として越中西部の要衝たる野尻地方に有力御家人の波多野氏を配したものとみられる。以後、石黒下郷は野尻郷とも呼ばれ、波多野氏は野尻氏として礪波郡に定着した。
波多野氏の本家は在京して六波羅探題評定衆を務め越中国に留まることはなかったが、恐らくは庶系の子孫が野尻に定着し、波多野下野守はその末裔であったと推定される。

### 南北朝の内乱
14世紀初頭、後醍醐天皇は鎌倉幕府を打倒するべく元弘の乱を起こし、足利尊氏らの寝返りもあって1333年（元弘3年）5月には鎌倉幕府を滅ぼすに至った。越中国においても、越中守護にして北条一族の北条時有に対する叛乱が起こり、北条時有は放生津城に追い詰められて自害した。北条時有を追い込んだ勢力については記録がないが、恐らくは守護代であった井上俊清に率いられた越中御家人たちであったとみられる。
鎌倉幕府を打倒した後醍醐天皇は建武の新政を始めたものの、石黒荘院林郷の院林了法が一方的に地頭職を奪われるなど、越中在地武士の大部分が新政に不満を抱いていた。1335年（建武2年）6月の西園寺公宗による謀叛計画を皮切りに、信濃国では北条時行が、越中国では名越時兼が、それぞれ鎌倉幕府再興を掲げ蜂起した（中先代の乱）。『太平記』によると、この時越中では「野尻・井口・長沢・倉満の者共」が名越時兼に味方したとされ、この内「野尻氏」は波多野下野守ら越中波多野氏を指すとみられる。
北条時行・名越時兼らの蜂起は短期間で平定されたものの、越中の武士団は引き続き後醍醐政権と敵対を続けた。同年11月27日には足利尊氏による建武の乱と連動して、「越中の守護普門蔵人利清・並に井上・野尻・長沢・波多野の者共」が越中国司の中院少将定清を殺害するという事件を起こしたと『太平記』に記される。ただしこの『太平記』の記述には混乱があり、「井上」は「普門蔵人利清」の別名であり、「野尻」と「波多野」も本来同一の勢力を誤って二つに分けて記述したものとみられる。

### 観応の擾乱
一方、足利尊氏は1336年（建武3年）6月までに京を制圧し、室町幕府を樹立していた。しかし1344年（康永3年）には東大寺領の違乱行為によって井上俊清が守護職を解かれ、代わって桃井直常が新たな越中守護職に任命された。越中国に入った桃井直常は越中国人の支持を集め、以後波多野氏も桃井直常の配下として活躍するようになる。このころ、幕府内部では執事の高師直と足利直義の対立が深刻化しており、1349年（貞和5年）8月12日には高師直が軍勢を集めて直義を一気に追い落とすクーデター(御所巻)を起こすに至った。この時、足利直義の下に集った武士の名前が『太平記』巻27御所囲事で列挙されているが、その中の「波多野下野守・同因幡守」こそが越中から馳せ参じた波多野氏であった。
この「波多野下野守」が越中国砺波郡野尻郷の地頭を務める武士であったことは、下記の将軍家御判御教書案により確認される。
文書中の「富樫介」は加賀国の富樫氏春を指し、上述の御所巻において波多野下野守とは逆に高師直側についた武士であった。すなわち、観応の擾乱の勃発によって直義側についた波多野下野守は野尻荘を没収され、高師直側についた富樫氏春に「勲功の賞」として与えた、というのが御教書の趣旨である。もっとも、この文書が発給された「文和三年十二月」はまさに桃井直常が越中勢を率いて京を奪還すべく進軍していたころであり、実際に野尻荘の没収が行われたとは考えがたい。むしろ、桃井直常の進軍を警戒した将軍側が桃井直常の後方攪乱を富樫氏春に指示した際の、約束手形とでも言うべき御教書であった。なお、初めて野尻地方に入った波多野時光の兄弟宣時の娘が「富樫介泰村」に嫁いだとの記録があり、波多野下野守から没収された野尻荘が特に富樫家に与えられたのは、両家の姻戚関係を重視してのものであったとする説もある。
上洛した桃井直常は一時京を占領することに成功したものの、勢力を盛り返した足利義詮に破れて信濃に落ち延びた。波多野下野守も越中に帰国したようで、1357年（延文2年）には波多野下野守が石黒荘院林郷を濫妨したとの記録が残っている。

### 桃井直常の没落
京からの敗走以後の桃井直常の動向については記録が少ないが、『太平記』によると1362年（康安2年）に信濃国から越中国に戻って再度挙兵し、この時「野尻・井口・長倉・三沢」ら越中国人が馳せ参じたという。これを受けて、将軍足利義詮は同年正月23日に「桃井中務少輔以下凶徒」を討伐するよう能登の武士に命じ、また2月9日には越中守護斯波高経被官の二宮貞光（円阿）に「直常已下凶徒」の退治を命じた。
1363年（貞治2年）、越中の諸将を招集した桃井直常は石動山城を拠点に能登国に侵攻し、5月には石動山一帯で桃井軍と幕府軍との間で合戦が繰り広げられた。しかし同年7月ごろには幕府方が優勢となり、二宮貞光（円阿）が7月3日に礪波郡和田で桃井方と合戦し、更に「庄城・野尻」で戦ったことが軍忠状に記されている。この記録により、この時期においても野尻波多野氏が桃井直常に協力し、守護方の討伐軍と争っていたことが分かる。また7月中には能登国の桃井方最後の拠点であった木尾城が陥落し、更に直常の弟直弘も投降してしまったこともあり、戦況の悪化した桃井直常は一時越中を離れるに至った。
1366年（貞治5年）には貞治の変によって細川頼之が管領に起用され、この政変をきっかけとして桃井直常の弟直信が越中守護に起用された。しかし、1367年（貞治6年）末には足利義詮の死を受けて再び桃井直常が幕府に反旗を翻して越中に下向し、新たに越中守護斯波義将・能登守護吉見氏頼・加賀守護富樫昌家が桃井一族を討伐することになった。1369年（応安2年）中は越中に攻め込んだ吉見氏頼を撤退に追い込むなど桃井方は意気軒昂であったが、1370年（応安3年）には婦負郡長沢の戦いで桃井直常は大敗を喫した。1371年（応安4年）7月、桃井直常は飛騨国の姉小路家綱の協力を得て礪波郡北部五位荘で合戦を繰り広げるも失敗し、この年を以て直常の消息は不明となる。
桃井直常最後の合戦から約1ヶ月後、9月17日に斯波義将配下の二宮円阿が桃井方の野尻・庄城・松倉城での戦闘で軍功を挙げたとの軍忠状が残っており、桃井直常の没落後に野尻地方も幕府方によって制圧されてしまったようである。一連の内乱によって院林・井口・野尻ら桃井方についた越中の国人は没落したとみられ、越中中世史研究者の久保尚文はこの後登場する「波多野＝野尻氏」は波多野下野守とは別系統の一族であろう、と指摘している。隣接する石黒一族は石黒光顕・石黒政家がそれぞれ桃井方・斯波方に別れて一族同士で争ったとの記録があり、波多野一族内部でも将軍からの恩給につられて寝返った反主流派が生き残って波多野家を残したのではないかと推測されている。